# Оператор Каялі
Оператор Каялі (англ. Kayyali operator) — фільтр для виявляння контурів зображення, який розробив Каялі Селім Мохамед у 2000 році на основі оператора Собеля. Зазвичай використовується для того, щоб виявити межі в напрямах південний схід — північний захід, або північний схід — південний захід. Ядра оператора максимально ігнорують вертикальні та горизонтальні межі..
Ядро оператора південний схід — північний захід:
{\displaystyle {\begin{bmatrix}6&0&-6\\0&0&0\\-6&0&6\end{bmatrix}}}
північний схід — південний захід:
{\displaystyle {\begin{bmatrix}-6&0&6\\0&0&0\\6&0&-6\end{bmatrix}}}

## Зноски
1. ↑  Nilanjan, Amira та Kr, 2016, с. 110.
2. 1 2  Nilanjan, Amira та Kr, 2016, с. 112.